# Santa Lucia a Piazza d'Armi

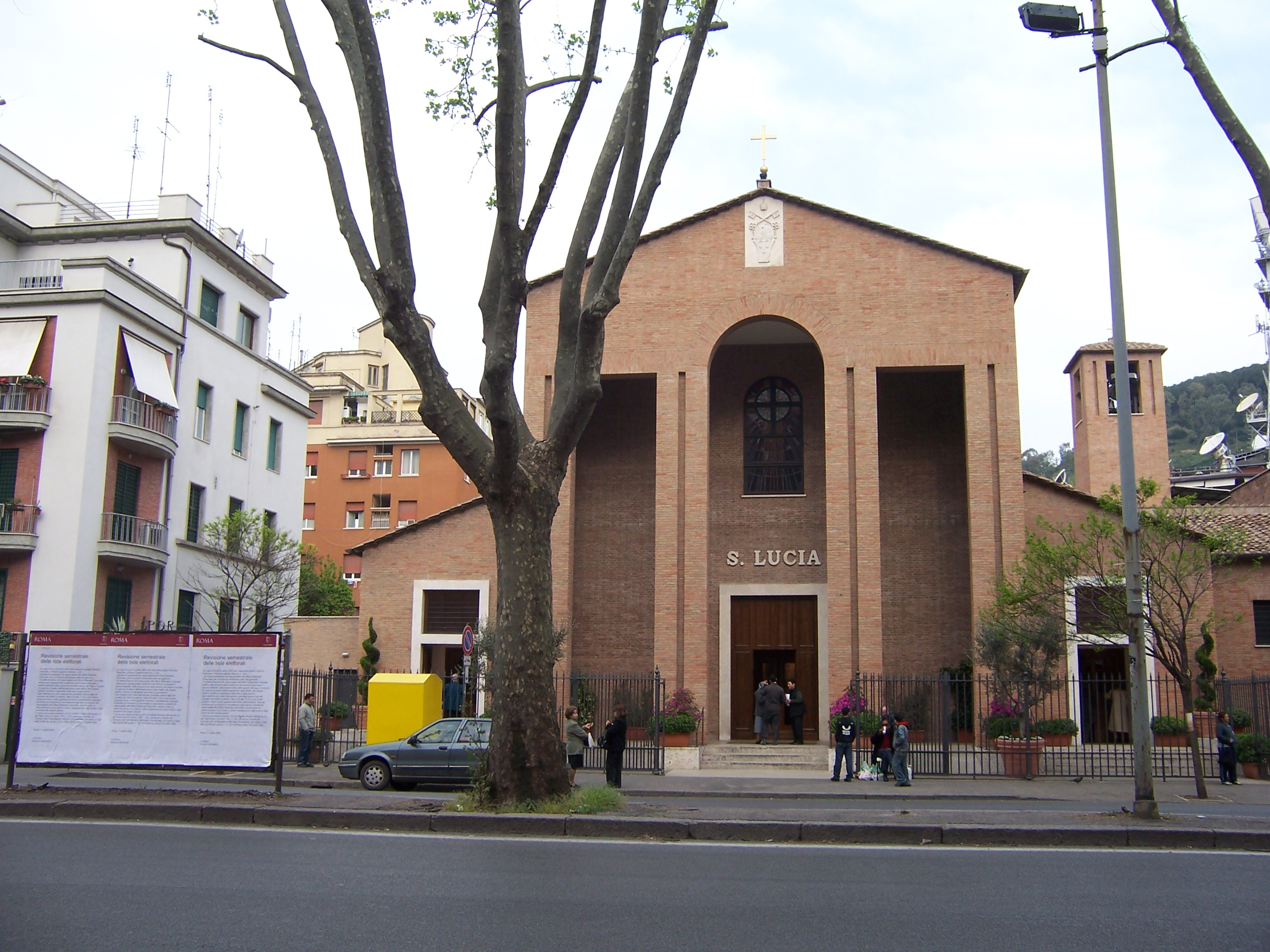
Vista da igreja.

Santa Lucia, conhecida também como Santa Lucia a Piazza d'Armi, é uma igreja titular de Roma localizada num trecho da Circonvallazione Clodia, entre a Piazzale Clodio e a Piazza Maresciallo Giardino, no quartiere Della Vittoria. É dedicada a Santa Lúcia. O cardeal-presbítero protetor do título cardinalício de Santa Lúcia na Piazza d'Armi é Théodore-Adrien Sarr, arcebispo-emérito de Dacar, no Senegal.
Seu nome é uma referência à antiga Piazza d'Armi, uma praça que hoje não existe mais onde se realizavam paradas militares antes da urbanização do quartiere. Apesar de existirem diversas outras igrejas dedicadas a Santa Lúcia em Roma, esta é a única que é sede de uma paróquia. Por isso, a Diocese de Roma a chama apenas de Santa Lucia.

## História
Esta igreja, assim como o complexo paroquial contíguo, foi construída em 1938 com base num projeto do arquiteto romano Tullio Rossi, criador de várias igrejas da capital italiana entre as décadas de 1930 e 1960.
Nos anos seguintes, ela foi objeto de várias intervenções de restauro e reforço: importantes foram as da década de 1990, com a criação de um novo presbitério (1994) e da Capela da Adoração (à direita da nave da direita), inaugurada e abençoada pelo monsenhor Piero Marini em 31 de janeiro de 1999. Nos primeiros anos da década de 2010, a igreja ganhou os vitrais da nave central, obra de Centro Aletti.
A paróquia homônima, sediada na igreja e sob o comando do clero da Diocese de Roma, foi erigida em 22 de maio de 1936 através do decreto "Succrescente in die" do cardeal-vigário Francesco Marchetti Selvaggiani. Seu território foi estabelecido em outro decreto dele próprio em 30 de setembro de 1938. Em 1973, o papa Paulo VI a elevou a sede do título cardinalício de Santa Lúcia na Piazza d'Armi.

## Descrição

### Exterior
O exterior da igreja, inteiramente revestido de tijolinhos marrom escuros, praticamente não tem decorações. A fachada, precedida de um parvis (uma área sacra à frente da igreja), é saliente (não corresponde ao formato do edifício atrás). Correspondente à nave central no interior está um pórtico, que se abre ao exterior com três aberturas serlianas intercaladas por quatro pilastras, cada uma delas com uma reentrância retangular no centro.
Na parte posterior do edifício está a torre sineira, de planta retangular e abrigando três sinos (originalmente quatro).

### Interior
O interior da igreja tem três naves separadas por colunas cilíndricas de mármore falso com capitéis simples decorados com mosaicos. As duas naves laterais são gêmeas, com seção transversal menor do que a central. Esta última é iluminada por quatorze vitrais, obras de Centro Aletti, sobre as "Obras de misericórdia". No início da nave da esquerda, na parede, está um afresco colorido de "Nossa Senhora do Divino Amor", de Slvio Alessandri; na metade da nave oposta, por outro lado, estão três confessionários com vitrais coloridos e a capela ferial (utilizada para missas durante a semana), que abriga um quadro devocional do "Sagrado Coração de Maria". No fundo de cada uma das naves laterais está uma capela retangular sem altar: a da esquerda abrigando uma estátua de Santa Lúcia em mármore branco, obra de Francesco Nagni, e com fundo em mosaico colorido, também de Silvio Alessandri; a da direita é a chamada Capela da Adoração, que abriga o sacrário ovóide do Santíssimo Sacramento, encimado por quatro anjos de prata, obras de Lello Scorzelli.
A nave central termina numa abside poligonal coberta por um teto plano. Nela e na última porção das naves está o presbitério, elevado sobre alguns degraus em relação ao piso do resto da igreja e com móveis de granito e pórfiro. Em posição avançada estão a pia batismal (direita) e o imponente atril (à esquerda), além do altar-mor, cuja mesa tem esquinas arredondadas (no centro). Em posição recuada, fechando a área presbiterial, está uma parede com um arco envolvendo um crucifixo de bronze de Francesco Nagni.
A abside, do lado de trás da parede na qual está o crucifixo do presbitério, está um órgão de tubos Mascioni opus 907, construído em 1969 para o Pontifício Colégio Latino-Americano e doado para a igreja em 1975 pela Arma dos Carabineiros.